# Nan Quan Mama
Nan Quan Mama (chino simplificado: 南拳妈妈; chino tradicional: 南拳媽媽, pinyin: Nan Quan Mama) es un grupo de música taiwanés. El nombre se traduce literalmente como "la madre de puño al sur", que es una frase en chino para explicar que tiene fuerza, mientras de ser gentil como una madre. Están estrechamente vinculadas con la música popular artista de Jay Chou.
Los miembros actuales son Devon (baterista, DJ, rapero) y Yuhao (pianista, cantante de rap). Cada uno de los miembros de contribuyen en la composición de sus canciones, y también cantan juntos en la mayoría de sus canciones, aunque algunas de sus temas musicales están compuestas y cantadas únicamente por uno de los miembros, como por ejemplo la canción "Libélula Cristal" (水晶 蜻蜓), que fue compuesta y cantada por Lara. A partir de junio de 2006, son los portavoces oficiales de Motorola en Taiwán.

## Discografía
| Álbum | Título                                | Fecha de lanzamiento |
| 1st   | 南拳媽媽的夏天 Nan Quan Mama's Summer | 14 de mayo de 2004   |
| 2nd   | 2號餐 Meal No.2                       | 17 de agosto de 2005 |
| 3rd   | 調色盤 Color Palette!                 | 26 de mayo de 2006   |
| 4th   | 藏寶圖 Treasure Map                   | 20 de julio de 2007  |
| 5th   | 優の良曲南搞小孩 Difficult Kids       | 25 de julio de 2008  |
| 6th   | 決鬥巴哈 Battling Bach                | July, 2010           |
| ----- | ------------------------------------- | -------------------- |